# Élite (ciclismo)
La categoria Élite comprende ciclisti uomini e donne di oltre diciotto anni.

## Storia
Tradizionalmente i corridori ciclisti si dividevano in professionisti e dilettanti (più le categorie giovanili). Per ciascuna di queste categorie si disputavano corse separate. La partecipazione ai Giochi olimpici era riservata ai dilettanti. Nel 1994 si decise invece di consentire la partecipazione olimpica ai professionisti (a partire dai successivi Giochi di Atlanta 1996) e contestualmente venne operata una riorganizzazione delle categorie.

## Categorie
Gli atleti élite sono suddivisi in tre categorie principali, due maschili e una femminile  :
- Élite Uomini (ME): atleti di almeno 23 anni[1]; possono essere corridori professionisti definiti élite con contratto o dilettanti denominati élite senza contratto. Rientrano in questa categoria anche gli under 23 con un contratto da professionista[1].
- Élite Uomini Under 23 (MU): atleti di età compresa tra 19 e 22 anni; un corridore appartenente a questa categoria che diventi professionista viene classificato come élite per poi ritornare under 23 alla eventuale scadenza del contratto[1].
- Élite Donne (WE): atlete di almeno 19 anni[1].

Nel ciclismo su pista gli atleti élite con contratto, élite senza contratto ed élite under 23 gareggiano in una categoria unica denominata Uomini Open mentre per le atlete è prevista la categoria Donne Élite.